# Catastrophe d'Hillsborough
La catastrophe d'Hillsborough (Hillsborough disaster en anglais) désigne la bousculade ayant entraîné la mort de 97 supporters survenue le 15 avril 1989 dans le stade d'Hillsborough à Sheffield, dans le nord-ouest de l'Angleterre, au moment où commençait un match de football entre Liverpool FC et Nottingham Forest.
Une procédure judiciaire a jugé en 1991 qu'il s'agissait d'un accident causé par une partie des supporters de Liverpool eux-mêmes, qui étaient entrés en force dans une tribune déjà pleine et avaient provoqué un écrasement dans lequel les victimes avaient péri étouffées ou avaient été mortellement blessées. Deux autres décès, survenus en 1993 et 2021, ont été imputés par la justice aux séquelles de l'accident.
Le verdict n'a pas satisfait les familles des victimes, qui considéraient que l'action de la police ce jour-là était la cause de la catastrophe et qui ont tenté pendant vingt ans de faire rouvrir le dossier. En 2012, le rapport d'un comité indépendant a présenté une lecture très différente des événements, mettant en évidence la responsabilité de la police. Il a été suivi de deux nouvelles procédures judiciaires, en 2016 et en 2019. La première a annulé le jugement de 1991 de morts accidentelles dont les supporters étaient responsables. La seconde a abouti à l’acquittement par la cour criminelle de l'officier qui était responsable de la sécurité du match et des spectateurs.
Cette catastrophe est la pire de l'histoire du football britannique et l'une des pires de l'histoire du sport en général. Elle a profondément marqué le football anglais, la ville de Liverpool et le club du Liverpool FC. Elle a conduit dans toute l'Europe à de nouvelles règles de sécurité dans les stades (places assises uniquement et possibilité pour les spectateurs de s'échapper vers la pelouse en cas de problème). Sur le plan local, elle a entraîné un grand mouvement de solidarité à Liverpool autour des familles des victimes, en raison du sentiment d'injustice provoqué par les conclusions des enquêtes officielles et procédures judiciaires ayant suivi les événements, ainsi que des longues années qui ont été nécessaires pour que la vérité soit reconnue.

## Contexte

### Les enjeux de la demi-finale
Le match entre Liverpool et Nottingham Forest était une demi-finale de la coupe d'Angleterre de football (la FA Cup). À la différence des matchs des tours précédents, les demi-finales de la Cup ont lieu sur terrain neutre. En 1988-1989, elles opposaient Everton à Norwich City au stade de Villa Park à Birmingham et Liverpool à Nottingham Forest à Hillsborough, à Sheffield dans le Sud Yorkshire. La Cup était une compétition extrêmement populaire et prestigieuse, que tous les clubs voulaient gagner. Des dizaines de milliers de supporters se déplaçaient pour encourager leur équipe pour les demi-finales et la finale, disputée au stade de Wembley à Londres.
L'équipe de Liverpool dominait le football anglais depuis le milieu des années 1970. Elle avait remporté le championnat d'Angleterre neuf fois au cours des quatorze saisons précédentes, ainsi deux fois la Cup, quatre fois la coupe de la ligue (League cup), quatre fois la coupe d'Europe des clubs champions et deux fois la coupe de l'UEFA. Nottingham Forest n'avait rien gagné depuis près de 10 ans, mais avait terminé deuxième du championnat la saison précédente derrière Liverpool, en 1987-1988, où les deux équipes s'étaient déjà affrontées en demi-finale dans ce même stade d'Hillsborough. Liverpool avait gagné 2-1, mais avait ensuite perdu en finale 0-1 contre Wimbledon.
Cette demi-finale était donc un match important entre deux des meilleures équipes du pays. C'était également pour Nottingham la revanche de la demi-finale de la saison précédente, tandis que pour Liverpool le match offrait la possibilité de disputer une nouvelle finale de Cup. Il n'y avait aucun contentieux entre les deux clubs, et la seule rivalité était sportive.

### L'arrière-plan du hooliganisme
Le football anglais a été marqué dans les années 1970 et 1980 par le hooliganisme. Les débordements de certains supporters, causant des dégâts matériels dans des trains par exemple ou se bagarrant entre supporters de clubs rivaux avant des matchs, étaient largement rapportés par la presse et inquiétaient les autorités. Des incidents s'étaient produits lors de certains matches de coupe d'Europe, par exemple lors de la finale de la coupe d'Europe des clubs champions entre Leeds United et le Bayern Munich en 1975 au Parc des Princes à Paris. En mai 1985, quelques jours après le drame de Valley Parade, une heure avant le début de la finale de la coupe d'Europe des clubs champions entre la Juventus de Turin et Liverpool, au stade du Heysel à Bruxelles, des supporters anglais avaient chargé des Italiens qui se trouvaient dans une partie voisine d'une des tribunes. Dans la panique des gens avaient été piétinés et d'autres avaient été écrasés par l'effondrement d'un mur. Au total, ce drame du Heysel fit 39 morts. Liverpool, dont certains supporters étaient responsables du drame, fut immédiatement exclu des coupes d'Europe. Mais à la demande du gouvernement britannique, tous les clubs anglais furent également exclus, le temps de régler le problème du hooliganisme. L'interdiction était toujours en vigueur mais le 11 avril 1989, le comité exécutif de l'UEFA constatant les efforts de la fédération anglaise en matière de sécurité, décida de réintégrer les clubs anglais en coupe d'Europe dès la prochaine saison.
La réalité du problème du hooliganisme comme phénomène de société et comme menace importante à la sécurité des personnes et des biens fait encore aujourd'hui l'objet de débats,. Mais ce qui compte ici, c'est qu'à l'époque, les autorités considéraient qu'un match de football présentait un risque élevé de troubles à l'ordre public, et que cet état d'esprit a joué un grand rôle dans la catastrophe d'Hillsborough. La police en particulier donnait la priorité à la séparation des supporters des deux équipes, à l'encadrement et au contrôle des spectateurs,.

## Les lieux: le stade d'Hillsborough
Le stade de Hillsborough appartient au club de Sheffield Wednesday (SWFC) et a été inauguré en 1899. Il est situé à environ trois kilomètres du centre de Sheffield, dans un secteur à l'origine peu construit, mais qui s'est densifié au cours du XXe siècle. Par conséquent, en 1989, il se trouvait en pleine ville, dans un quartier d'habitations. Pour la demi-finale, le stade est loué par la Football association, organisatrice de la FA Cup, au SWFC, qui en est propriétaire.

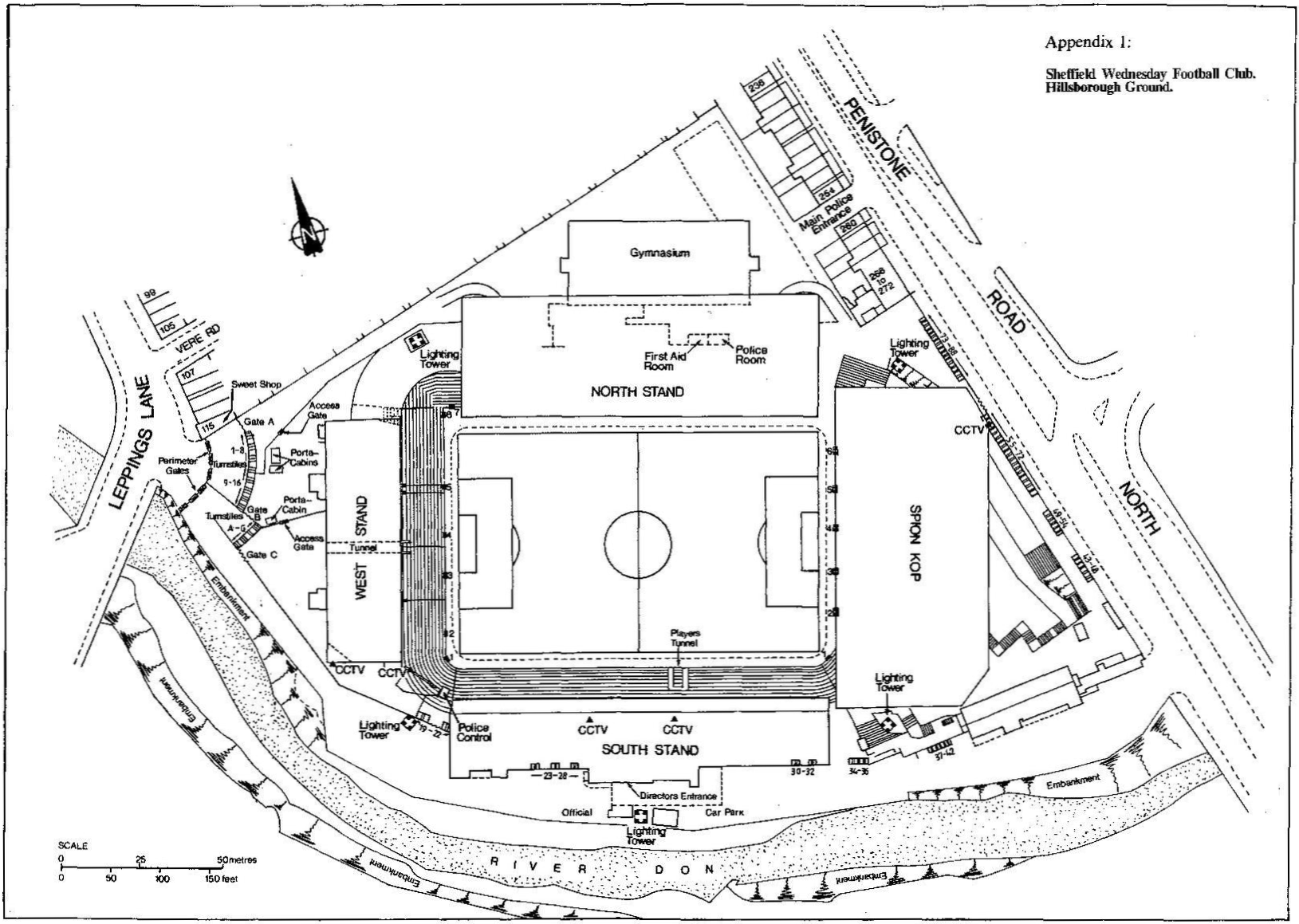
Plan du stade d'Hillsborough

Le stade avait connu des modifications à l'occasion de la coupe du monde 1966, avec la construction de la tribune ouest accueillant les supporters du club visiteur. C'est un stade typique des stades de football anglais, avec un plan rectangulaire et des tribunes très près de la pelouse. Sa capacité officielle est de 54 000 spectateurs
Pour la demi-finale 1988-1989, les supporters de Nottingham Forest sont installés dans la tribune est, appelée comme à Liverpool Spion kop, et ceux de Liverpool sont dans la tribune ouest, le West stand. Leur capacité respective est de 21 000 et 14 600 spectateurs Les dirigeants de Liverpool avaient protesté contre cette répartition, estimant que puisque leurs supporters étaient beaucoup plus nombreux, ils auraient dû être placés dans le kop.

### Le West stand: configuration et accès

#### Leppings lane terrace
Le West stand comprend deux niveaux : un niveau supérieur avec des places assises (4 500 places) et un niveau inférieur, situé de plain-pied en pente derrière l'un des buts, où les spectateurs sont debout (10 100 places). Ce niveau inférieur est appelé Leppings lane terrace.

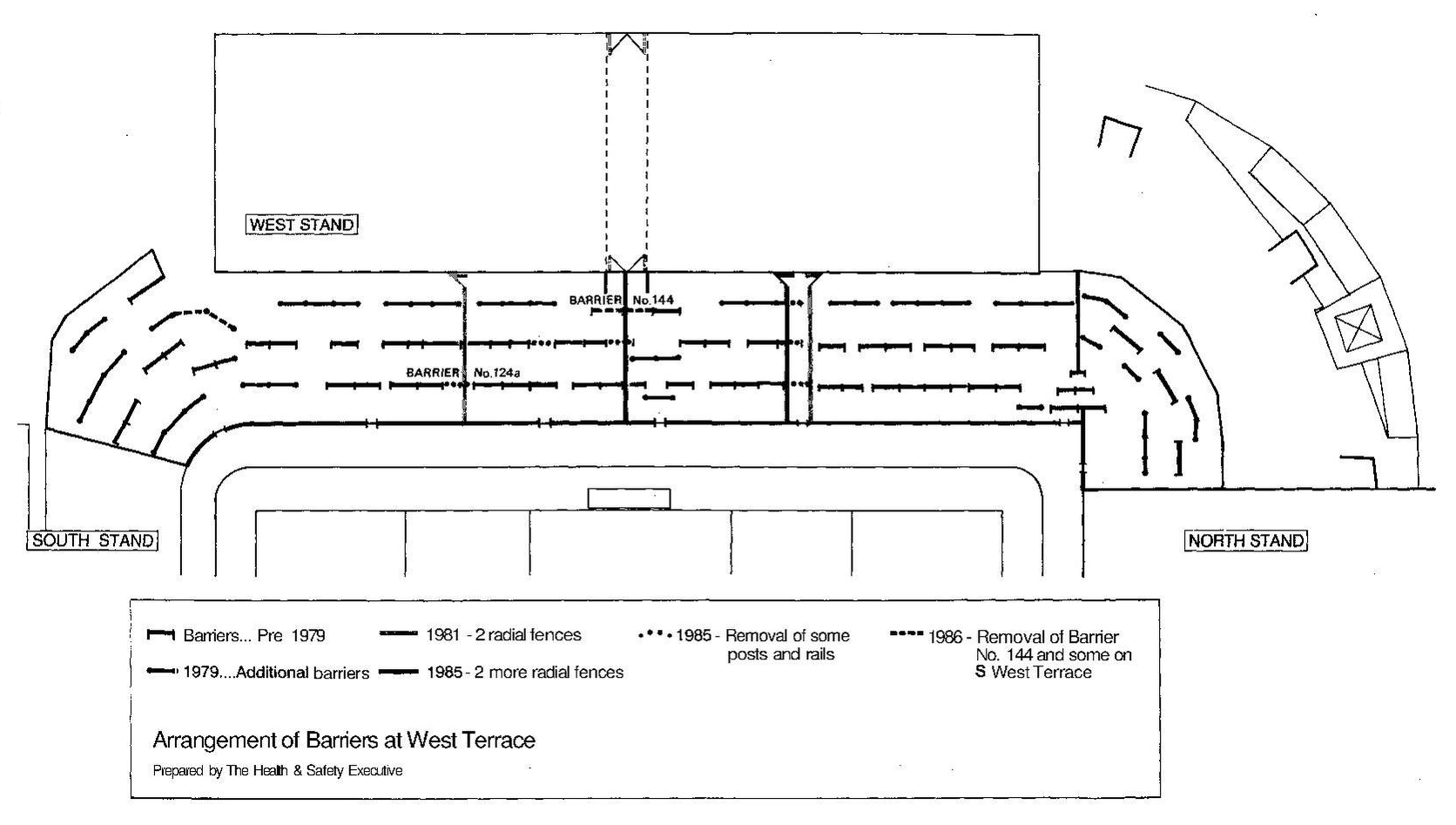
L'aménagement de Leppings lane terrace avec le tunnel, les pens et la barrière frontale séparant la tribune du terrain

L'aménagement de cette terrace a été modifié au cours des années 1970 et 1980, dans le contexte de la lutte contre le hooliganisme. À l'avant, la terrace est séparée du terrain par une grille, destinée à éviter une invasion du terrain par les spectateurs. Dans la terrace elle-même, des grilles transversales ont été ajoutées afin d'éviter les mouvements de foule ou les déplacements de groupes latéralement (parallèlement à la ligne de but). Elle est ainsi divisée en enclos, pens en anglais, numérotés de 1 à 7. A l'arrière, la terrace est fermée par le mur qui porte la tribune assise située au-dessus.
Ainsi fermés sur l'avant, l'arrière et les côtés, les pens sont des cages à ciel ouvert qui ne permettent aucun mouvement ni passage de l'un à l'autre et disposent de peu de sorties.
L'accès aux pens centraux numéros 3 et 4 se fait par un tunnel qui passe sous le West stand. Ce tunnel qui descendait vers les pens avait une pente d’environ 15%. L'accès aux autres pens se fait en contournant la tribune par l'un ou l'autre côté.

#### L'accès au West stand: un goulet d'étranglement bien identifié
L'accès au West stand et à Leppings lane terrace se fait depuis une rue qui se nomme Leppings lane (voir plan). Plus de 24 000 spectateurs doivent passer par là pour accéder au West stand ainsi qu'à une partie du North stand. Depuis la rue, ils doivent d'abord passer par un rétrécissement entre la rivière Don au sud et les maisons voisines du stade au nord. Ils doivent ensuite entrer dans l'enceinte du stade proprement dite, par l'un des 23 tourniquets situés derrière le West stand et où s'effectue le contrôle des billets. La configuration des lieux et le rapport entre le nombre de tourniquets et le nombre de spectateurs qui doivent les franchir fait de l'accès par Leppings lane un goulet d'étranglement qui était connu des responsables du club de Sheffield Wenesday ainsi que de la police.

### Un stade dangereux? Les alertes de 1981, 1987 et 1988
Hillsborough avait déjà accueilli des demi-finales de Cup en 1981, 1987 et 1988. Tous ces matchs avaient été marqués par des incidents qui auraient dû alerter sur la dangerosité du stade, notamment du côté du West stand et sur Leppings Lane terrace.
En 1981, lors d'une demi-finale entre Tottenham et Wolverhampton, il y avait d'abord eu une grosse bousculade dans Leppings lane pour accéder aux tourniquets. Puis la terrace était trop pleine et environ 150 spectateurs avaient dû être évacués et installés assis dans l'herbe au bord du terrain pour regarder le match,. À la mi-temps, une centaine de spectateurs supplémentaires avaient été changés de tribune.
En 1987, avant une demi-finale entre Coventry City et Leeds United, des embouteillages avaient retardé l'arrivée d'une partie des spectateurs. Il avait fallu retarder le coup d'envoi du match pour permettre l'écoulement des spectateurs dans le goulet d'étranglement entre Leppings lane et le West stand.
En 1988, des spectateurs de la demi-finale entre Liverpool et Nottingham Forest situés dans les pens 3 et 4 de Leppings lane terrace avaient raconté avoir été écrasés et avoir eu du mal à respirer tellement les pens étaient bondés. Certains avaient souffert de contusions et de blessures mineures provoquées par la compression dans la tribune.
Par ailleurs, un rapport de 1978 avait conclu que le stade d'Hillsborough ne remplissait pas les conditions requises par le Guide sur la sécurité dans les enceintes sportives de 1975, appelé guide vert. Les modifications apportées dans les années 1980 avec la création des pens avaient aggravé la situation, en empêchant les mouvements latéraux dans la tribune et donc une bonne répartition des spectateurs en cas de forte affluence. Enfin, la capacité des tribunes était surévaluée : Leppings lane terrace qui pouvait théoriquement accueillir 10 100 spectateurs avait en réalité une capacité d'environ 7 500.

## Le dispositif policier
Sheffield se trouve dans le comté du Yorkshire du Sud (South Yorkshire en anglais), dont la police est la South Yorkshire Police (SYP).
Une demi-finale de Cup, pour laquelle près de 50 000 spectateurs arrivaient à Sheffield venant des villes des deux clubs ainsi que de toute l'Angleterre, était l'opération la plus importante de l'année pour la SYP L'officier qui commandait l'opération était le Chief superintendent David Duckenfield. Il avait été nommé responsable du secteur dans lequel se trouvait Hillsborough moins de trois semaines avant le match. Il connaissait mal le stade, où il n'avait pas servi depuis plus de 10 ans, et ne savait pas ce qu'était un match de football, en termes de type de public ou d'habitudes des spectateurs,. Il reprit la note de service laissée par son prédécesseur, qui avait été établie pour les demi-finales de 1987 et 1988, mais réduisit les effectifs utilisés dans l'opération de 19%, notamment ceux positionnés du côté de Leppings lane. Pour pallier son manque d'expérience et de connaissance, il comptait s'appuyer sur ses subordonnés.

## Déroulement
Le coup d'envoi de la rencontre était programmé à 15 heures. Jusqu'à 14h environ, les spectateurs arrivèrent tranquillement au stade et entrèrent sans difficulté,. Mais à partir de 14h15-14h20, la densité de la foule augmenta dans Leppings lane, créant un gros attroupement et une bousculade qui allait aboutir à la catastrophe à l'intérieur du stade, dans les pens 3 et 4 de Leppings lane terrace.

### La crise dans Leppings lane
L'arrivée des spectateurs se fit normalement jusqu'après 14h00. À partir de 14h15 environ, le nombre de personnes se présentant pour entrer dans le stade augmenta de manière importante pour deux raisons : tout d'abord, beaucoup de spectateurs arrivent normalement moins d'une heure avant le début d'un match ; ensuite, des embouteillages routiers entre Liverpool et Sheffield, ainsi que des contrôles de police sur l'autoroute et aux entrées de la ville avaient retardé de nombreux supporters arrivant de Liverpool. De ce fait, un nombre de spectateurs plus important qu'à l'ordinaire se présenta assez tard à l'entrée du stade.
À partir de 14h30 une foule très importante, au moins 3 à 4 000 personnes, s'était agglutinée dans Lepping lanes et essayait d'accéder aux tourniquets, tandis que d'autres spectateurs continuaient à arriver. Les tourniquets étaient trop peu nombreux et lents, car ils étaient vétustes, et la foule ne cessait de grossir. Aucune queue n'était organisée et la situation devint rapidement très tendue en raison de la bousculade dans le goulet d'étranglement menant aux tourniquets.

### Lespens3 et 4 déjà trop pleins
Les spectateurs qui étaient entrés dans le stade avec un billet pour Leppings Lane terrace étaient libres d'aller dans n'importe quelle partie de la tribune. Il n'y avait pas de comptage ni de contrôles destinés à ce que le remplissage des différents pens se fasse de manière équilibrée. En conséquence, de très nombreux spectateurs étaient allés directement dans les pens 3 et 4 en empruntant le tunnel, dont l'entrée se situait juste après les tourniquets et à l'extrémité duquel on apercevait la pelouse. À l'inverse, les autres pens situés sur les côtés de la terrace étaient mal indiqués et peu remplis.
Vers 14h45, les pens 3 et 4 étaient donc bondés : il y avait sans doute dans chacun près du double de leur capacité théorique, laquelle était déjà surestimée, et les barrières transversales qui encageaient les spectateurs ne leur permettaient pas de se répartir dans l'ensemble de la terrace.

### L'ouverture de la porte C
La situation dans Leppings lane devint incontrôlable entre 14h30 et 14h45. Les policiers se trouvant dans la rue craignirent alors que des gens soient blessés ou tués dans la bousculade et l'écrasement. A 14h48, un officier demanda l'ouverture d'une grande porte de sortie pour laisser les gens entrer et réduire la pression,. Sur l'ordre de David Duckenfield, qui commandait l'opération de police ce jour-là, la porte C fut ouverte à 14h52. Environ 2 000 personnes entrèrent dans le stade en quelques minutes et la plupart se dirigèrent vers les pens centraux par le tunnel, que personne n'avait pensé à fermer,,.

### La catastrophe dans lespens3 et 4
L'arrivée d'une foule nombreuse et compacte, par un tunnel en pente à l'arrière de pens déjà bondés, provoqua la catastrophe.
La pression déjà très forte augmenta et beaucoup de spectateurs commencèrent à étouffer. Certains s’échappèrent en franchissant les barrières transversales vers les pens voisins, d'autres furent hissés dans le West stand situé au-dessus et en retrait par des spectateurs qui d'en haut avaient vu ce qui se passait, quelques-uns enfin franchirent la barrière frontale et se réfugièrent sur la pelouse,. Dans le pen 3, une barrière d'appui, destinée à fractionner la foule en petits groupes, céda sous la pression, précipitant des dizaines de spectateurs sur ceux du dessous, qui furent écrasés.

### L'arrêt du match
Le match débuta à l'heure prévue, sans que personne soupçonne quoi que ce soit, avant d'être interrompu par l'arbitre à 15h06. Les deux équipes rentrèrent aux vestiaires et le terrain fut bientôt rempli par les spectateurs essayant de retrouver leur souffle, souffrant d'asphyxie ou de blessures à la suite de l'écrasement, ainsi que par des victimes en détresse vitale ou déjà mortes.

### La réaction de la police et des services de secours
Les responsables de la police crurent d'abord à une invasion de terrain et à un problème de hooliganisme, et ne donnèrent aucun ordre pour porter secours aux victimes,. Certains policiers essayèrent même de repousser les spectateurs vers les pens qu'ils tentaient de fuir,,. D'autres empêchèrent les ambulances d'arriver, leur disant d'attendre jusqu'à ce qu'ils aient le contrôle de la situation.
De même, les responsables des services de secours présents dans le stade mirent du temps à comprendre ce qu'il se passait et que des gens étaient blessés ou en train de mourir. Personne ne prit la direction des opérations, la communication fut mauvaise, les ambulances, des personnels entraînés et le matériel de réanimation mirent du temps à arriver, il n'y eut pas de tri des blessés en fonction de la gravité de leur état et les hôpitaux de Sheffield furent mis en alerte tardivement,.
Les supporters de Liverpool, parmi lesquels se trouvaient quelques médecins ou infirmiers venus voir le match, furent les premiers à porter secours aux victimes : ils improvisèrent du bouche-à-bouche, des massages cardiaques et démontèrent les panneaux publicitaires situés autour du terrain pour en faire des brancards de fortune,. Quelques policiers et secouristes vinrent également spontanément en aide aux victimes.
Les victimes furent transportées dans le gymnase situé derrière la tribune nord qui fut transformé en morgue. C'est là que les familles et les proches vinrent procéder à l'identification des morts pendant la soirée et tout au long de la nuit.
La réponse d'urgence fut très insuffisante et ne permit pas de sauver beaucoup de gens qui auraient pu l'être,. Le rapport de 2012 estimera que 41 personnes auraient peut-être pu être sauvées si la réponse d'urgence avait été plus efficace,.

## Bilan humain
93 personnes moururent le jour même et deux autres décédèrent les deux jours suivants. Une autre victime décéda en 1993 de l'arrêt des appareils qui la maintenaient en vie dans un état végétatif depuis le jour du drame. La dernière victime décéda en 2021, après trente-deux ans dans un état végétatif.
Le bilan final est donc de 97 morts et 766 blessés.
Les victimes avaient entre 10 et 67 ans. 78 avaient moins de 30 ans, dont 38 avaient moins de 20 ans. Il y avait parmi elles 90 hommes et 7 femmes, dont trois paires de frères, deux sœurs et un père et son fils,.

## Les responsabilités
Pour se couvrir et essayer de cacher ses responsabilités,, la police a immédiatement accusé les supporters d'être responsables du drame. Cette version a été contestée par les familles des victimes, mais est restée la thèse officielle pendant plus de vingt ans. La réouverture du dossier à partir de 2010 a permis d'établir que la responsabilité pleine et entière revenait en fait à la police.

### Les supporters accusés d'être responsables de la catastrophe
Dès 15h15, au moment où le drame se déroulait dans la tribune et sur la pelouse, le chef de la police, David Duckenfield donnait une première explication mensongère, en disant que des supporters avaient « forcé l'entrée du stade » avant de pénétrer dans Leppings lane terrace,,.
Ce mensonge fut corrigé dans les heures suivantes, mais sans changer l'explication sur le fond, à savoir que les supporters étaient responsables de la catastrophe : la porte avait en fait été ouverte sur ordre de la police, parce que des supporters arrivés en retard et sans billet avaient créé à l'extérieur du stade une situation dangereuse et qu'il risquait d'y avoir des blessés ou des morts.
Dans les jours suivants, cette version fut complétée, en affirmant que beaucoup des supporters de Liverpool qui avaient provoqué la crise à l'extérieur et étaient entrés dans la tribune en chargeant étaient ivres. Pour essayer de conforter cette affirmation, la police avait fait procéder à des prises de sang sur l'ensemble des personnes décédées dans la catastrophe, y compris les enfants, ainsi que sur certains blessés hospitalisés, pour déterminer l'alcoolémie. De même, les proches des victimes qui venaient d'identifier un ou plusieurs corps furent interrogés dans la nuit du 15 au 16 avril par des officiers de police qui leur demandèrent quelle quantité d'alcool chaque victime avait bue et quelle quantité elle avait l'habitude de boire avant un match,,.
Cette version des événements fut présentée à la Première Ministre Margaret Thatcher qui se rendit sur place le lendemain, en y ajoutant des commentaires particulièrement désobligeants pour les supporters de Liverpool en tant que tels, par exemple : « […] c'est classique quand il y a Liverpool, c'est des opportunistes, ils sont à l'affût pour choper un billet, pour en voler un ».
Pour renforcer la version officielle de la SYP, près de 200 rapports rédigés par des policiers en service ce jour-là furent modifiés à la demande de la hiérarchie,,,.

### Des accusations reprises par la presse
Moins d'une heure après l'ouverture de la porte C, la version de la police était diffusée à la radio,.
Dès le lendemain, la presse britannique reprit largement tout ou partie de la version des faits donnée par la police, contribuant ainsi à désigner les supporters hooligans comme les responsables aux yeux de l'opinion publique.
Cette version fut aussi reprise à l'étranger, comme au journal télévisé en France le soir même du drame.

#### La Une du Sun:The Truth
Le 19 avril, le tabloid The Sun titra en Une The Truth (« La Vérité »), avec en première page des affirmations particulièrement sordides faisant passer les supporters de Liverpool pour de véritables barbares : « Certains supporters ont fait les poches des morts. Certains ont uriné sur de courageux policiers. Certains ont frappé des agents qui faisaient du bouche-à-bouche. » En pages intérieures, le journal ajoutait entre autres que des supporters avaient crié des plaisanteries obscènes visant une spectatrice inanimée et blessée,.
Le Sun reconnaîtra longtemps après avoir menti et que de tout cela était faux.
D'autres journaux publièrent des mensonges de même nature.
Le rapport de 2012 démontrera que la source de ces mensonges était la police elle-même, ainsi qu'un député de Sheffield.

### Le Rapport Taylor
Le 17 avril 1989, le gouvernement désigna un haut magistrat, Lord justice Peter Taylor pour conduire une enquête non judiciaire sur les causes de la catastrophe. Il publia en août 1989 un pré-rapport décrivant les événements, puis un rapport final en janvier 1990, émettant soixante-seize recommandations afin d'améliorer la sécurité dans les stades.
Le pré-rapport critiquait très sévèrement la police et mettait en évidence ses responsabilités dans la préparation du match et sa réaction aux événements ayant conduit à la catastrophe. Il écartait toute responsabilité des supporters, rejetant notamment les allégations faisant état de supporters violents, sans billet ou ivres,. Ses conclusions furent immédiatement contestées et combattues par la SYP.
À la suite des recommandations du rapport final, les règlements de la fédération anglaise et de la fédération écossaise de football furent modifiés en conséquence. Les grillages furent progressivement démontés dans les principaux stades britanniques, leurs tribunes furent rénovées ou reconstruites, pour ne plus comporter que des places assises. Ces changements furent ensuite mis en œuvre dans la plupart des stades européens.

### L'enquête du coroner et les morts «accidentelles»
Conformément à la procédure en vigueur au Royaume-Uni, le coroner de Sheffield ouvrit en avril 1990 une procédure (inquest(s) en anglais) destinée à déterminer la cause des 95 (à cette date) décès.
Le coroner décida de ne pas prendre en compte les conclusions du rapport Taylor, mais de s'appuyer sur une enquête confiée à la police du West Midlands. Les débats furent dominés par la thèse de la responsabilité des supporters, à nouveau accusés d'être arrivés en retard, et pour beaucoup ivres et sans billet,.
Le verdict fut rendu en mars 1991 et conclut à des morts « accidentelles », ce qui excluait toute poursuite pénale.
En 1993, la Haute Cour critiqua la manière dont le coroner avait conduit l'enquête et les débats, mais le verdict ne fut pas remis en cause.

### L'abandon des autres procédures
En août 1990, les services de la Couronne (Director of public prosecutions) avaient décidé de ne pas ouvrir de procédure criminelle à la suite des 95 (à cette date) décès survenus à Hillsborough.
Une procédure disciplinaire interne avait été ouverte contre David Duckenfield et son adjoint Bernard Murray, les deux principaux officiers chargés de la sécurité du match. Elles furent rapidement suspendues car tous deux s'étaient mis en arrêt maladie, puis elles furent abandonnées en janvier 1992, lorsqu'ils furent admis à la retraite de manière anticipée pour raison de santé.

### La réaction des familles: «déni de justice» et début du combat pour la vérité
Les familles des victimes, les blessés, les survivants et la ville de Liverpool en général protestèrent contre le verdict du coroner, qu'ils dénoncèrent comme un déni de justice.
Les familles estimèrent que la procédure avait été biaisée. Leurs critiques portaient en particulier sur :
- La décision du coroner de ne pas tenir compte des conclusions du rapport Taylor
- L'enquête de la police du West Midlands, jugée trop complaisante pour la SYP et sa version des faits
- Ne pas avoir eu accès aux dossiers de leurs proches de manière satisfaisante
- La décision de ne couvrir les faits que jusqu'à 15h15 le 15 avril, le coroner ayant considéré que toutes les victimes étaient décédées à cette heure et que ce qui s'était passé ensuite ne présentait pas d'intérêt pour déterminer les causes des décès.

La plupart des familles se regroupèrent dans une association, le Hillsborough family support group (HFSG), qui mena dès lors une campagne, Justice for the 96, pour établir la vérité et obtenir justice. Cette campagne reçut un large soutien à Liverpool, de la part des habitants et du club, ainsi que dans le monde du football en général.

#### Le filmHillsborough
En 1996 le groupe audiovisuel britannique ITV diffusa un film de 101 minutes narrant les événements et simplement intitulé Hillsborough, écrit par le scénariste Jimmy McGovern, auteur de Cracker et originaire de Liverpool.
Le film met clairement en cause les dysfonctionnements de la police et des secours pendant la tragédie mais aussi celles de la justice dans son traitement de l'affaire. Ce film présentait pour la première fois une version des faits remettant en cause celle de la police, et il contribua à relancer l'intérêt pour l'affaire et pour la recherche de la vérité. Il fut honoré par six prix (dont 3 BAFTA TV Awards), et figure sur la liste des « 100 meilleurs programmes de télévision » publiée par le British Film Institute en 2000.
Ce programme a inspiré au groupe rock gallois Manic Street Preachers la chanson S.Y.M.M. (South Yorkshire Mass Murderer), présente sur l'album This Is My Truth Tell Me Yours paru en 1998.

#### Les tentatives des années 1997 à 2000
En 1997, le gouvernement chargea un autre haut magistrat, Lord justice Stuart-Smith, de reprendre le dossier. En janvier 1998, il rendit un rapport dans lequel il critiquait le fait que le coroner ait demandé une enquête sur les faits plutôt que de reprendre les conclusions du rapport Taylor, mais il estimait qu'il n'existait aucun élément suffisant ou nouveau pour revenir sur la procédure.
En 2000, les familles du HFSG intentèrent une procédure criminelle contre les anciens officiers de police David Duckenfield et Bernard Murray, qui furent tous les deux acquittés.

### Le rapport du comité indépendant (2012)

#### La commémoration des vingt ans de la catastrophe et la réouverture du dossier
La commémoration des 20 ans de la catastrophe, le 15 avril 2009, eut lieu au stade d'Anfield Road de Liverpool. Elle fut l'occasion de manifestations de soutien aux familles de la part du public, qui réclama "Justice pour les 96" à Andy Burnham, secrétaire d'État à la culture, aux médias et aux sports,. À la suite de cela, Andy Burnham obtint du Premier Ministre Gordon Brown la réouverture du dossier, avec la nomination d'un comité indépendant qui serait chargé d'examiner l'ensemble des documents disponibles, y compris de nombreux documents pas encore déclassifiés.

#### Le comité indépendant
Un comité de neuf membres, présidé par l'évêque de Liverpool, fut désigné et commença à travailler début 2010. Il examina 400 000 documents et présenta son rapport aux familles des victimes le 12 septembre 2012. Le rapport était au même moment remis au Premier Ministre.

#### Contenu du rapport
Le rapport est accablant pour la police du Yorkshire du Sud. Ses principales conclusions sont :
- La police du South Yorkshire (SYP) était responsable de la catastrophe
- La SYP avait donné la priorité à la lutte contre le hooliganisme et au contrôle de la foule plutôt qu'à la sécurité des personnes
- Des fautes graves avaient été commises par les officiers qui commandaient ce jour-là, notamment en donnant l'ordre d'ouvrir la porte C sans prévoir les conséquences
- La SYP avait orchestré et entretenu une campagne de mensonges destinée à tromper les autorités et l'opinion publique, en désignant les supporters de Liverpool comme les responsables de la catastrophe
- La SYP avait modifié ou fait modifier plus de 150 rapports et témoignages d'agents et d'officiers en service ce jour-là, pour qu'ils aillent dans le sens de la version des faits qu'elle voulait présenter
- Le stade était dangereux et ni le club de Sheffield Wenesday, ni les autorités municipales, ne s'étaient souciés des failles de sécurité
- La réaction des services de secours avait été tardive, insuffisante et peu efficace
- 41 personnes auraient sans doute pu être sauvées si les secours avaient été mieux organisés[21],[22]
- L'enquête du coroner avait été biaisée
- Les supporters n'étaient en rien responsables de la catastrophe
- La justice n'avait pas été rendue

#### Réactions
La présentation du rapport fit la Une de la presse britannique et fut largement reprise à l'étranger.
Le Premier Ministre David Cameron accepta immédiatement et sans réserve les conclusions du rapport. Devant le Parlement, il présenta des excuses auprès « des familles de ces 96 personnes pour tout ce qu'elles ont enduré au cours des 23 dernières années », ajoutant « Au nom du gouvernement, et du pays tout entier, je veux dire que je suis profondément désolé de cette double injustice, qui est restée en l'état pendant si longtemps ».
Le Sun présenta également ses excuses, ainsi que la SYP.
En décembre 2012, la Haute Cour cassa le verdict du coroner de 1991, ouvrant ainsi la voie à une nouvelle enquête.

### La deuxième enquête du coroner et le verdict d'homicides involontaires (2014-2016)
Une nouvelle enquête par un coroner, destinée à déterminer les causes de chacun des 95 décès (au regard de la légalisation alors en vigueur, le 96e décès, survenu plus d'un an après les faits, ne pouvait pas être couvert par cette procédure, et la 97e victime était alors encore en vie) débuta en mars 2014 à Warrington. Elle dura deux ans et fut la plus longue de l'histoire judiciaire britannique,.
L'ensemble du dossier fut examiné et 800 témoins furent entendus. Chacun des décès fut étudié séparément, de manière détaillée et contradictoire, à la différence de ce qui s'était passé lors de l'enquête de 1990-1991.
Au cours de débats, David Duckenfield admit avoir menti en accusant les supporters de Liverpool et avoir été paralysé (froze) et avoir cessé de penser après avoir ordonné l'ouverture de la porte C. Il reconnut également que ses décisions avaient été les causes directes de la catastrophe,.
Le jury rendit son verdict le 26 avril 2016, après avoir répondu à 14 questions.
Les réponses les plus importantes furent celles aux questions 6 et 7 :
- "Considérez-vous de manière certaine que ceux qui sont morts dans la catastrophe ont été victimes d'un homicide involontaire (unlawfull killing)" ? Réponse : "oui"[47]
- "Le comportement de certains supporters a-t-il provoqué ou contribué à la situation dangereuse au niveau des tourniquets de Leppings Lane, ou aurait-il pu le faire" ? Réponse : "non"[47]

Les réponses aux questions 2, 3, 4 et 5 établissaient en droit la responsabilité de la police dans la préparation de l'opération et dans sa conduite, ainsi que celle des officiers à titre personnel pour les décisions ayant provoqué la catastrophe.
Les réponses aux autres questions établissaient en droit la dangerosité du stade (8), les erreurs, notamment du club de Sheffield Wednesday (SWFC) en matière de respect des règles de sécurité (9 et 12), les erreurs du SWFC dans la préparation du match et celles de son personnel sur le moment (10 et 11), et enfin, les erreurs des services de secours dans la réponse à la catastrophe (13 et 14).
Le verdict fut accueilli par les familles comme une immense victoire et un immense soulagement teinté d'amertume, car il avait fallu 27 ans pour en arriver là,,,,.
Le verdict d'homicide involontaire par imprudence/négligence, ouvrait à son tour la voie à un procès criminel.

### L'opération Resolve
À la suite de la publication du rapport du comité indépendant, la ministre de l'Intérieur, Theresa May, avait ordonné l'ouverture d'une nouvelle enquête reprenant l'ensemble des faits et des documents, l'opération Resolve, destinée à déterminer si des personnes devraient faire l'objet de poursuites pénales.
En juin 2017, l'opération Resolve aboutit à l'ouverture de poursuites contre six personnes : 
- David Duckenfield, qui commandait les forces de police le 15 avril 1989 à Hillsborough, pour homicide involontaire par imprudence/négligence grave (gross negligence manslaughter)
- Graham Mackrell, qui était le responsable de la sécurité du club de Sheffield Wenesday en 1989, et donc responsable de la sécurité du stade, pour des infractions aux règles de sécurité[52]
- Trois anciens officiers et un ancien avocat de la SYP, soit pour avoir participé à la modification de rapports de policiers en service à Hillsborough le jour du drame, soit pour avoir menti dans le but de faire porter la responsabilité sur les supporters de Liverpool[53]. Les poursuites contre l'un des officiers ont été abandonnées et le procès des trois autres aura lieu en avril 2020[54],[55].

### Les procès et l’acquittement de David Duckenfield devant la cour criminelle (2019)
Le procès de David Duckenfield et Graham Mackrell s'ouvrit en janvier 2019 devant la cour criminelle de Preston.
En avril 2019, le jury déclara Graham Mackrell coupable, notamment d'avoir organisé l'entrée des 10 100 spectateurs de Leppings lane terrace par sept tourniquets seulement. Il fut condamné à une amende de 6 500£
En revanche, le jury ne parvint pas à un verdict majoritaire pour David Duckenfield, ce qui revenait à un acquittement. Désormais agé de 75 ans, il fut rejugé en appel à partir du 7 octobre 2019, toujours devant la cour criminelle de Preston. Le 28 novembre 2019, le jury le déclara non-coupable, mettant ainsi fin à toutes les poursuites contre lui.
Les familles des victimes protestèrent à nouveau contre ce verdict. Elles critiquèrent les services de la couronne pour la manière dont ils avaient conduit l’accusation et reprochèrent au juge qui avait présidé les débats lors des deux procès de David Duckenfield de ne pas avoir été impartial et d'avoir influencé le jury en faveur d'un acquittement,,.
Margaret Aspinal, présidente du HFSG, déclara à l'issue du procès : "Je dénonce le système de ce pays qui est moralement si injuste ; c'est une honte pour cette nation."

## Mémoire et traces de la catastrophe

### LeHillsborough memorial

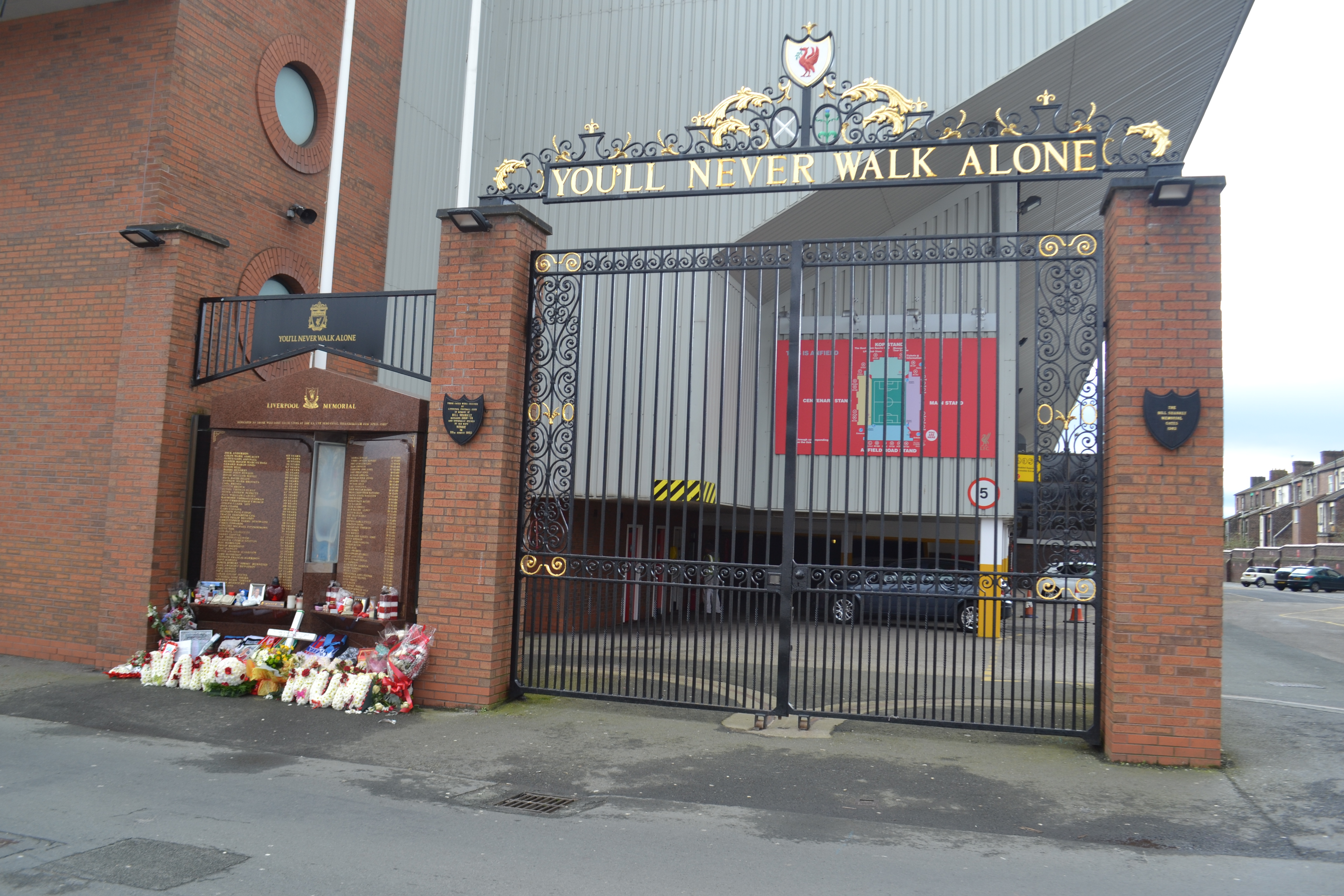
Le Hillsborough Memorial lorsqu'il se trouvait à côté de la Shankly gate, à l'extérieur de l'enceinte du stade

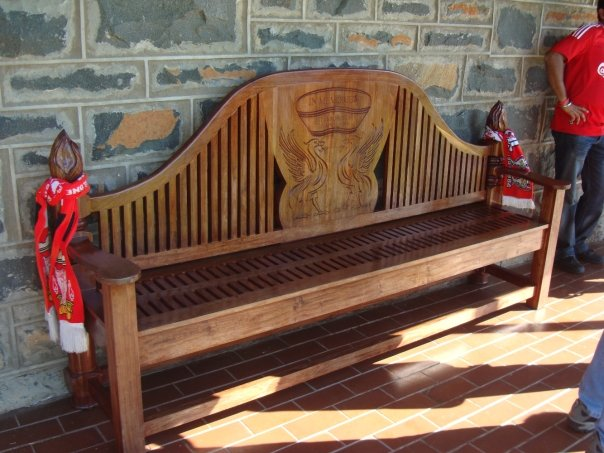
Banc du souvenir, sur le champ de bataille de Spion Kop en Afrique du Sud

Un monument portant les noms des 96 victimes (au temps) se trouve au stade d'Anfield road. Tout d'abord situé à côté de la porte Bill Shankly (Shankly gate), il a été déplacé à la suite de travaux en 2016 et se trouve désormais derrière la tribune principale. Il est constamment fleuri et il est d'usage que les équipes qui viennent jouer un match de coupe d'Europe déposent une gerbe et se recueillent devant le mémorial en hommage aux 96 victimes (le nom de la 97e n'est pas encore ajoutée). Une flamme du souvenir brûle en permanence au mémorial.

### Autres traces et hommages
Un mémorial a été inauguré dans le centre de Liverpool à Old Haymarket en 2013.
Une plaque commémorative a été dévoilée en 2016 au stade d'Everton, autre club de la ville de Liverpool dont le stade est tout proche d'Anfield road, et qui a toujours fait preuve d'une grande solidarité avec son rival du Liverpool FC et avec les familles des 97 à propos de la catastrophe.
Trois mémoriaux se trouvent à Sheffield.
Un banc du souvenir est fabriqué en 2008 et placé en Afrique du Sud sur le champ de bataille de Spion Kop, au KwaZulu Natal, d'où vient le nom de la tribune du Kop d'Anfield road.
Une page sur le site internet du Liverpool FC rappelle les 97.

Écusson du Liverpool FC encadré par la flamme du souvenir, en mémoire des 97 victimes de la catastrophe d'Hillsborough

La flamme du souvenir est représentée sur l'écusson et sur le maillot du Liverpool FC.
Une strophe évoquant le drame a été ajoutée à la chanson The fields of Anfield road en 2009, pour les vingt ans de la catastrophe.

### Boycott duSun
Le traitement de la tragédie par le Sun a déclenché un tollé à Liverpool. Le journal a été boycotté par la plupart des diffuseurs de presse de Liverpool, beaucoup d'entre eux allant jusqu'à refuser de stocker le moindre exemplaire du journal. De nombreux lecteurs de la région ont annulé leur abonnement et ont refusé de fréquenter les points de presse distribuant ce titre. Le conseil municipal de Liverpool a apporté son soutien à cette campagne.
D'autres journaux ont repris les mêmes mensonges que le Sun, qui provenaient de sources policières comme l'a établi le rapport de 2012, mais le Sun s'est attiré l'opprobre du public en raison de son traitement particulièrement sensationnaliste, du titre « THE TRUTH » affiché sans retenue, et de son refus de présenter des excuses, contrairement aux autres journaux.
Le 7 juillet 2004 le Sun a finalement publié des excuses « pleines et entières » et admis avoir commis « l'erreur la plus terrible de son histoire ». Il a réitéré ses excuses à plusieurs reprises, notamment en 2012, sans qu'elles soient acceptées à Liverpool. Trente ans après le drame, les ventes du Sun dans la région de Liverpool se ressentent toujours de ce boycott massif.
En accord avec les familles des victimes, le club de Liverpool n'accepte plus les journalistes du Sun à Anfield ou à ses entraînements.